# 1847
1847 (MDCCCXLVII) byl rok, který dle gregoriánského kalendáře započal pátkem.

## Události
- 26. července – Libérie získala nezávislost.
- Kníže Kamil Rohan zahájil stavbu kamenné rozhledny Štěpánka na vrchu Hvězda v Krkonoších.
- Francouzská expedice do Kočinčíny
- Občanská válka ve Švýcarsku

### Probíhající události
- 1817–1864 – Kavkazská válka
- 1845–1849 – Velký irský hladomor
- 1846–1848 – Mexicko-americká válka

## Vědy a umění
- První telegraf v českých zemích mezi Vídní a Brnem. Ještě téhož roku byl prodloužen až do Prahy.
- Adolf Ignaz Mautner zavedl výrobu droždí ve Vídni, přičemž nahradil žito lacinější kukuřicí. V téže době se začalo droždí vyrábět také v Krásném Březně.
- Florentin Robert odzkoušel difuzi v židlochovickém cukrovaru.
- Italský chemik Ascanio Sobrero objevil nitroglycerin.
- 7. února – V nemocnici milosrdných bratří Na Františku provádí Celestýn Opitz jednu z prvních operací v Evropě využívajících éterovou narkózu.[1]
- 14. března – Ve Florencii měla premiéru opera Macbeth Giuseppe Verdiho.
- 21. listopadu – V pražském Stavovském divadle měla premiéru divadelní hra Josefa Kajetána Tyla Strakonický dudák aneb Hody divých žen.
- 22. listopadu
  - Premiéra dvanácté Verdiho opery Jeruzalém v Paříži.
  - V New Yorku otevřeli divadlo Astor Place Opera House, první operní divadlo ve městě.
- 25. listopadu – Premiéra Flotowovy opery Marta ve Vídni.

### Knihy
- Emily Brontëová – Na Větrné hůrce
- Charlotte Brontëová – Jana Eyrová

## Narození

### Česko

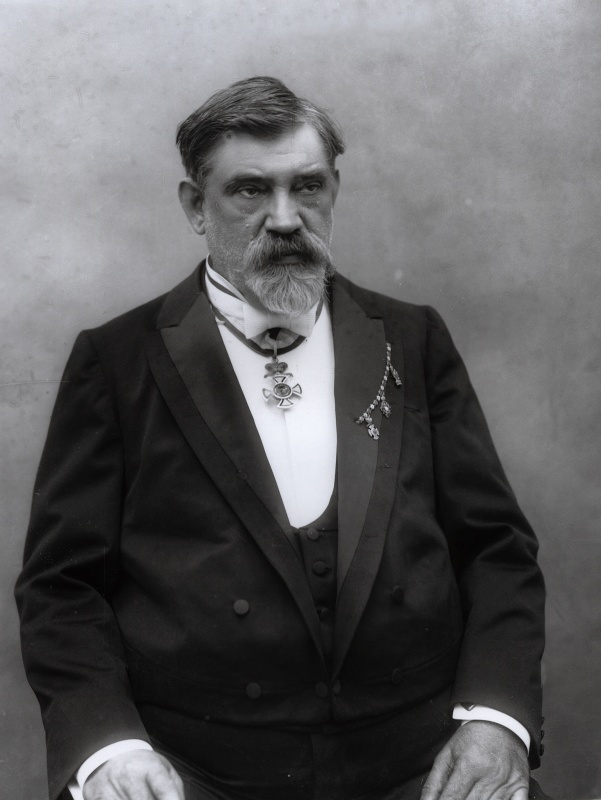
František Křižík (* 8. července)

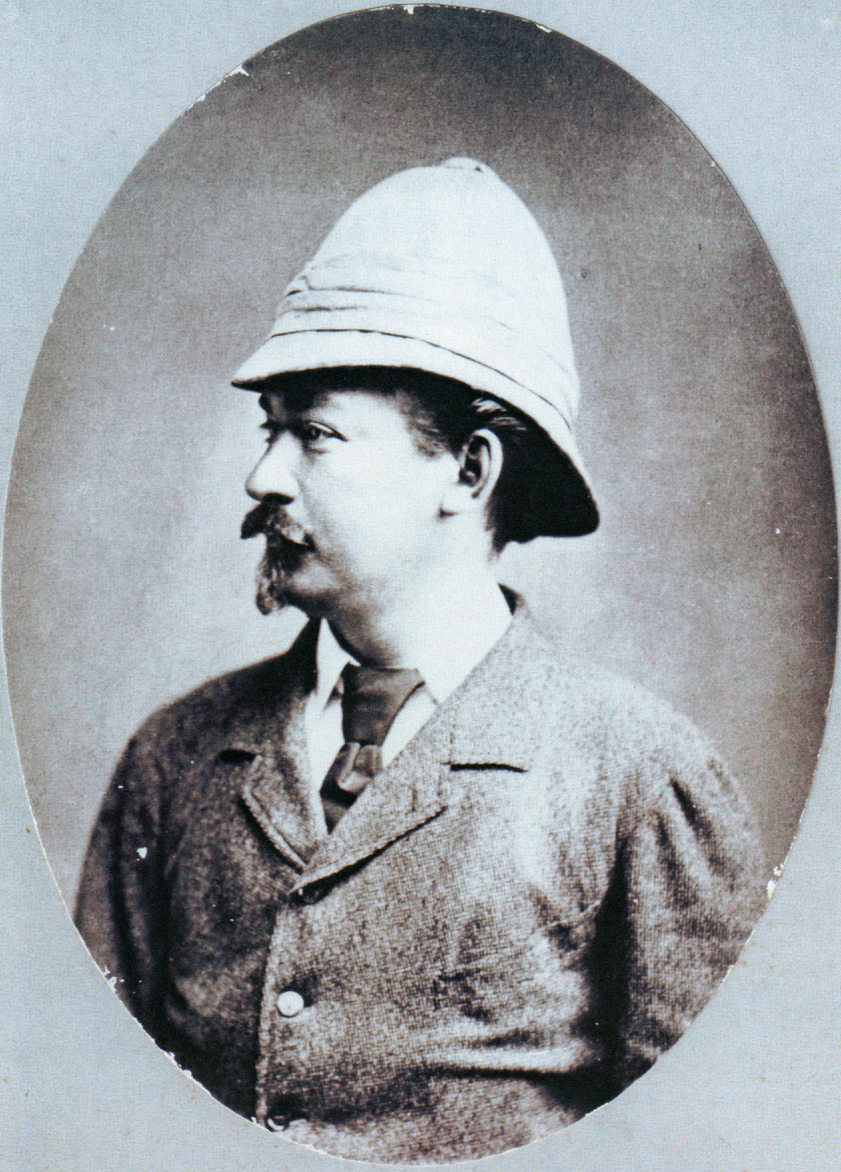
Emil Holub (* 7. října)

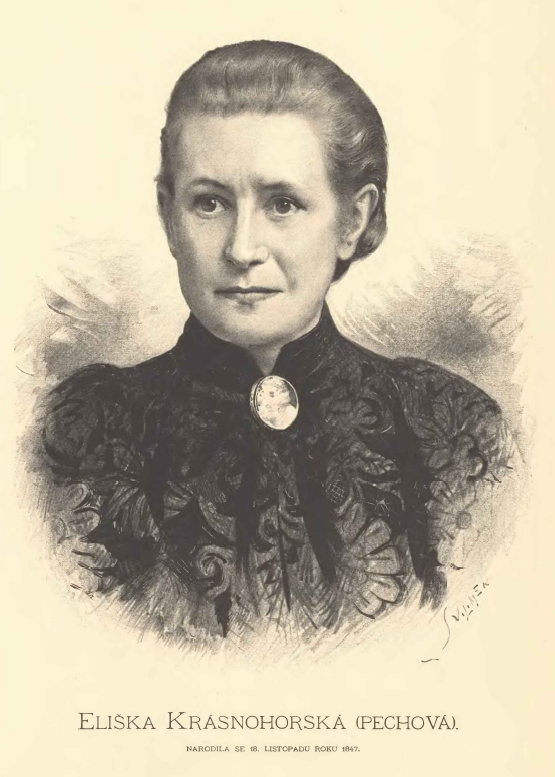
Eliška Krásnohorská (* 18. listopadu)

- 1. ledna – Emanuel Zeis, poslanec Českého zemského sněmu, starosta Tábora († 11. října 1918)
- 2. ledna – Otakar Hostinský, estetik, teoretik hudby a divadla († 19. ledna 1910)
- 15. ledna – František Symon, hudebník, ředitel kůru a sbormistr († 21. února 1934)
- 19. ledna – Josef Ladislav Píč, historik a archeolog († 19. prosince 1911)
- 25. ledna – Franz Martin Schindler, rakouský teolog a politik pocházející z Čech († 27. října 1922)
- 13. února – Anton Schuster, poslanec Českého zemského sněmu († 13. ledna 1910)
- 18. února – Leopoldina Ortová, herečka († 7. března 1903)
- 19. února – Karel Vosyka, rektor ČVUT († 3. března 1897)
- 24. února – Miloslava Pippichová-Havelková, operní pěvkyně († 28. března 1878)
- 25. února – Josef Paukner, dirigent a hudební skladatel († 2. února 1906)
- 21. března – Jan Zeyer, architekt a stavitel († 6. května 1903)
- 5. dubna – Ludvík Hainz, pražský hodinář a orlojník († 20. května 1893)
- 9. dubna – Jan Jaromír Hanel, právník a právní historik († 20. října 1910)
- 13. dubna – Eduard Strache, nakladatel, novinář a politik († 1. července 1912)
- 17. dubna – Jan Pištěk, herec a operní pěvec († 5. dubna 1907)
- 20. dubna – Alfred Slavík, geolog, mineralog, rektor ČVUT († 30. ledna 1907)
- 1. května – Hynek Lang, právník a politik († 5. října 1926)
- 15. května – Hana Dumková, autorka kuchařských knih († 14. února 1920)
- 17. května – August Wieser, brněnský starosta († 27. března 1916)
- 25. května – Jan Nepomuk Kapras, pedagog, psycholog a filozof († 15. června 1931)
- 3. června – Hynek Srdínko, statkář a politik († 15. ledna 1932)
- 7. června – Antonín H. Sokol, novinář, spisovatel a dramatik († 14. května 1889)
- 8. června – Marie Horská-Kallmünzerová, herečka († 30. srpna 1917)
- 11. června – Gustav Schreiner, předlitavský politik pocházející z Čech († 14. června 1922)
- 13. června – Vilém Kurz starší, spisovatel a politik († 6. března 1902)
- 2. července – Vítězslav Janovský, lékař († 19. března 1925)
- 8. července – František Křižík, technik a vynálezce († 22. ledna 1941)
- 25. července – Vojta Slukov, herec († 17. března 1903)
- 26. července – Josef Kořenský, cestovatel a fotograf († 8. října 1938)
- 17. srpna – Čeněk Gregor, stavitel a politik († 5. listopadu 1917)
- 19. srpna – Josef Dürich, politik († 12. ledna 1927)
- 23. srpna – Gustav Láska, kontrabasista, skladatel, dirigent, varhaník a malíř († 16. října 1928)
- 2. září – Franz Thun und Hohenstein, politik, dlouholetý místodržitel Čech († 1. listopadu 1916)
- 5. září – František Štědrý, historik a kněz († 26. ledna 1936)
- 26. září – Václav Šnajdr, básník, novinář a podnikatel († 4. září 1920)
- 1. října – Václav Oplt, kanovník litoměřické kapituly († 9. září 1935)
- 5. října – H. Uden, lékař, politik a spisovatel († 9. června 1930)
- 7. října – Emil Holub, lékař a cestovatel († 21. února 1902)
- 19. října – Vendelín Budil, herec, režisér, divadelní historik a překladatel († 26. března 1928)
- 6. listopadu – Emerich Maixner, lékař († 27. dubna 1920)
- 13. listopadu – Leopold Kochman, básník, novinář a překladatel († 15. května 1919)
- 14. listopadu – Josef Kuchař, básník († 26. května 1926)
- 18. listopadu – Eliška Krásnohorská, spisovatelka († 26. listopadu 1926)
- 1. prosince – Antonín Chittussi, malíř († 1. května 1891)
- 13. prosince – Josef Drahlovský, hudební skladatel († 11. června 1926)

### Svět

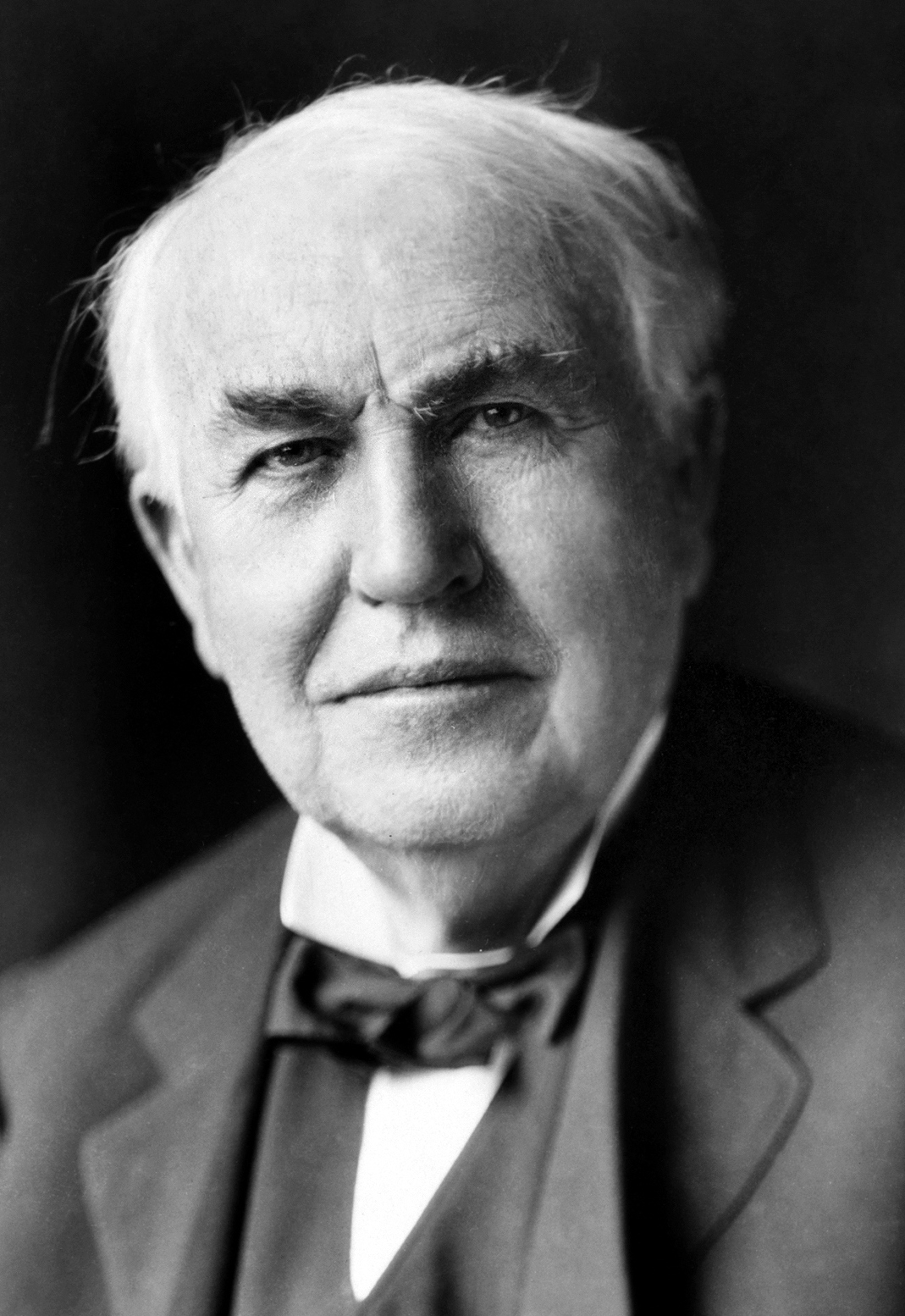
Thomas Alva Edison (* 11. února)

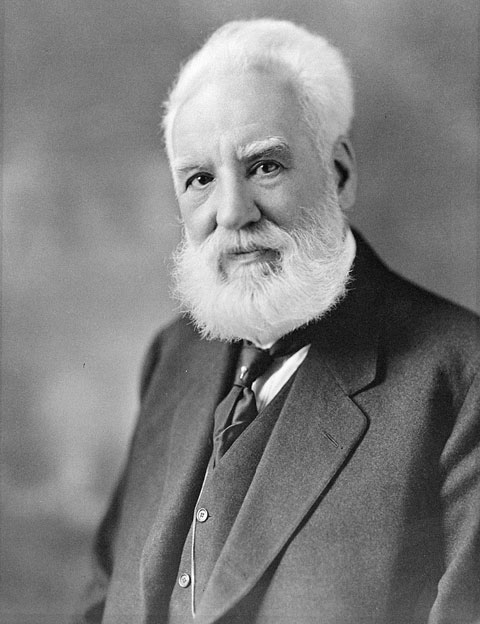
Alexander Graham Bell (* 3. března)

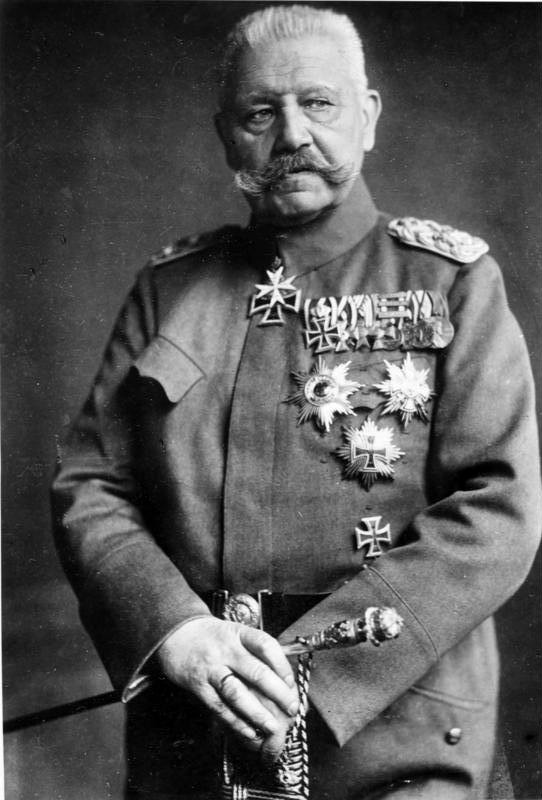
Paul von Hindenburg (* 2. října)

- 15. ledna – Angus Buchanan, skotský ragbista († 21. února 1927)
- 16. ledna
  - Svetozár Hurban-Vajanský, slovenský spisovatel a politik († 17. srpna 1916)
  - Kálmán Mikszáth, maďarský spisovatel, novinář a poslanec († 28. května 1910)
- 19. ledna – Milovan Glišić, srbský spisovatel († 1. února 1908)
- 26. ledna – John Bates Clark, americký ekonom († 21. března 1938)
- 11. února – Thomas Alva Edison, americký vynálezce († 18. října 1931)
- 13. února – Erich von Kielmansegg, předlitavský státní úředník a politik († 5. února 1923)
- 14. února – Marie Pia Savojská, portugalská královna († 5. července 1911)
- 23. února – Sofie Bavorská, bavorská princezna z rodu Wittelsbachů († 4. května 1897)
- 3. března – Alexander Graham Bell, americký profesor fyziologie orgánů řeči a fyziky, vynálezce († 2. srpna 1922)
- 27. března – Otto Wallach, německý chemik, držitel Nobelovy cenu za chemii († 26. února 1931)
- 31. března – Jegor Ivanovič Zolotarjov, ruský matematik († 19. července 1878)
- 7. dubna – Jens Peter Jacobsen, dánský spisovatel, básník a přírodovědec († 30. dubna 1885)
- 8. dubna – Karl Wittgenstein, vládce rakouského ocelářského průmyslu († 20. ledna 1913)
- 10. dubna – Joseph Pulitzer, maďarsko-americký novinář, zakladatel Pulitzerovy ceny († 29. října 1911)
- 19. dubna
  - Ferdinand Fellner, rakouský architekt († 22. března 1916)
  - Eva Gonzalèsová, francouzská malířka († 5. května 1883)
- 22. dubna – Vladimír Alexandrovič Romanov, ruský velkokníže († 17. února 1909)
- 24. dubna – Otto Leixner von Grünberg, německý spisovatel († 12. dubna 1907)
- 4. května
  - Paweł Myrdacz, rakousko-uherský lékař († 7. července 1930)
  - Milena Vukotić, černohorská královna († 16. března 1923)
- 7. května – Archibald Primrose, britský premiér († 21. května 1929)
- 8. června – Ida Saxton McKinleyová, manželka 25. prezidenta USA Williama McKinleye († 26. května 1907)
- 5. července – Joshua Millner, irský sportovní střelec († 16. listopadu 1931)
- 9. července – Edwin J. Houston, americký vynálezce († 1. března 1914)
- 15. července – Martin Theodor Haase, superintendent rakouské evangelické církve († 23. listopadu 1928)
- 20. července – Max Liebermann, německý malíř († 8. února 1935)
- 4. srpna – Ludvík Salvátor Toskánský, rakouský arcivévoda, cestovatel, etnograf, geograf a spisovatel († 12. října 1915)
- 5. srpna – Rafail Levickij, ruský malíř a fotograf († 29. září 1940)
- 9. srpna – Marie Viktorie dal Pozzo, španělská královna († 8. listopadu 1876)
- 20. srpna – Bolesław Prus, polský prozaik († 19. května 1912)
- 25. srpna – Olivier de Bacquehem, předlitavský státní úředník a politik († 22. dubna 1917)
- 5. září – Jesse James, americký zločinec († 3. dubna 1882)
- 2. října
  - Paul von Hindenburg, polní maršál a prezident Německa († 2. srpna 1934)
  - Sergej Něčajev, ruský revolucionář a anarchista († 3. prosince 1882)
- 18. října – Anton Marty, švýcarský filozof jazyka († 1. října 1914)
- 20. října – Oscar Swahn, sportovní střelec († 1. května 1927)
- 22. října – Koos de la Rey, búrský generál († 15. září 1914)
- 25. října – Chuang Sing, čínský politik, revolucionář a první vrchní velitel vojenských sil Čínské republiky († 31. října 1916)
- 28. října – Karl von Giovanelli, předlitavský soudce a politik († 6. června 1922)
- 2. listopadu – Georges Sorel, francouzský filosof († 29. srpna 1922)
- 8. listopadu
  - Jean Casimir-Perier, prezident Francouzské republiky († 11. března 1907)
  - Bram Stoker, irský spisovatel († 20. dubna 1912)
- 14. listopadu – Kateřina Dolgoruková, milenka a později manželka ruského cara Alexandra II. († 15. února 1922)
- 22. listopadu – Richard Bowdler Sharpe, anglický zoolog a ornitolog († 25. prosince 1909)
- 26. listopadu – Marie Sofie Dánská, ruská carevna († 13. října 1928)
- 16. prosince – Ferdinand Walsin-Esterházy, francouzský důstojník a špion († 21. května 1923)
- 17. prosince – Adam Jędrzejowicz, předlitavský státní úředník a politik († 4. května 1924)
- ? – Georges Ancely, francouzský fotograf († 1919)

## Úmrtí

### Česko

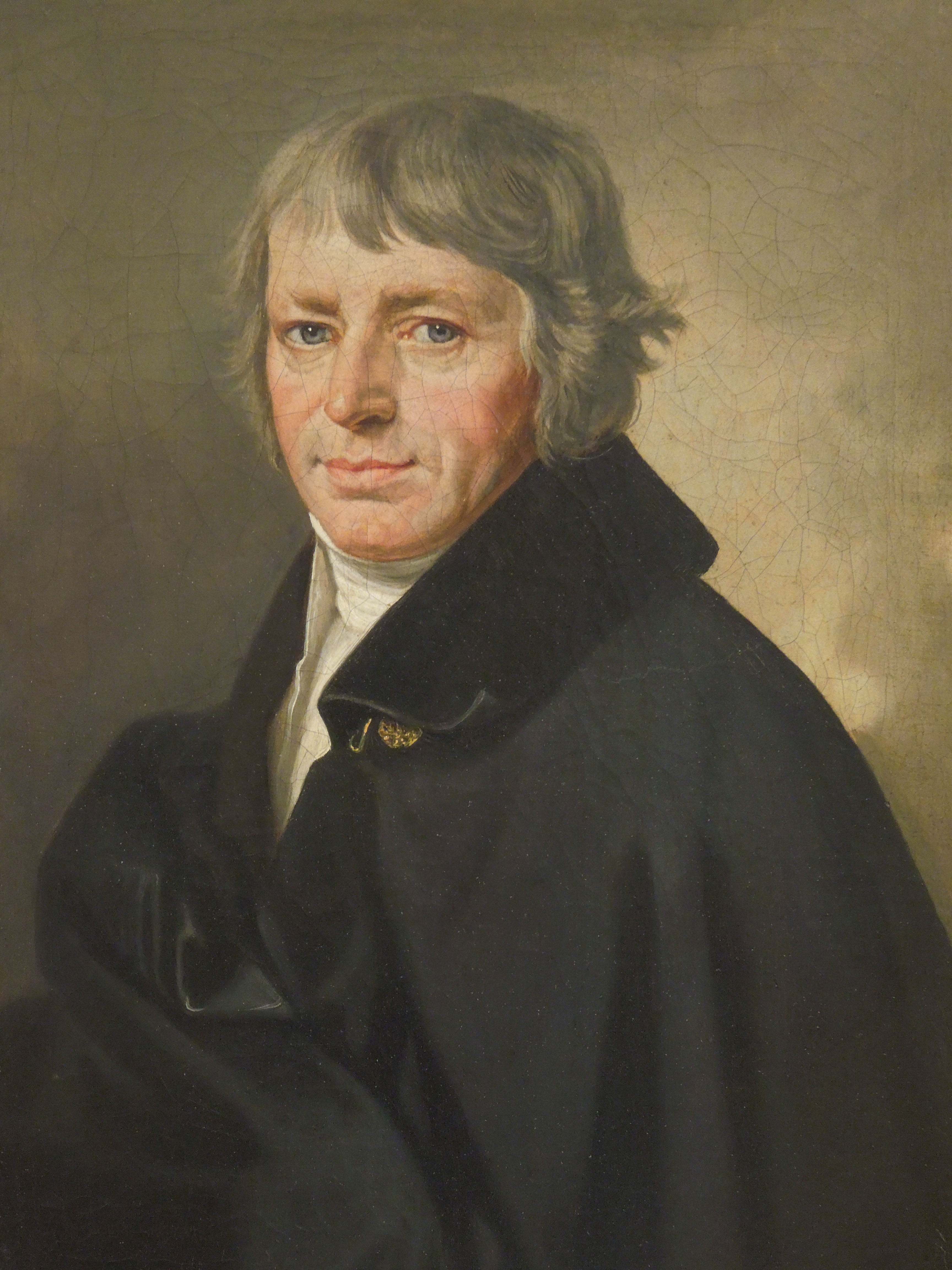
Josef Jungmann († 14. listopadu)

- 13. ledna – Antonín Boček, archivář a historik (* 20. května 1802)
- 28. února – Josef Chmela, pedagog a spisovatel (* 18. února 1793)
- 6. března – Josef Ringhoffer, mědikovecký mistr a podnikatel (* 29. října 1785)
- 13. března – Jakob Kolletschka, patolog a soudní lékař (* 4. července 1803)
- 7. června – Šebestián Hněvkovský, básník a národní buditel (* 19. března 1770)
- 22. června – Josef Jaroslav Kalina, básník a filozof (* 8. listopadu 1816)
- 3. července – Matěj Kopecký, loutkový divadelník (* 24. února 1775)
- 12. července – František Ignác Kassián Halaška, kněz a osvícenský přírodovědec (* 10. července 1780)
- 4. září – František Vladislav Hek, buditel, spisovatel a předobraz Jiráskovy literární postavy F. L. Věka (* 11. dubna 1769)
- 17. října – Johann Nepomuk Fischer, první profesor oftalmologie na Univerzitě Karlově (* 29. května 1777)
- 4. listopadu – Felix Mendelssohn-Bartholdy, německý hudební skladatel (* 3. února 1809)
- 14. listopadu – Josef Jungmann, spisovatel a filolog, překladatel (* 16. červenec 1773)

### Svět

Felix Mendelssohn-Bartholdy († 4. listopadu)

- 7. ledna – Maria Schicklgruber, babička Adolfa Hitlera (* 15. dubna 1795)
- 13. ledna – Josef Habsbursko-Lotrinský, uherský palatin (* 9. března 1776)
- 4. února – Henri Dutrochet, francouzský botanik (* 14. listopadu 1776)
- 9. března – Mary Anningová, britská paleontoložka (* 21. května 1799)
- 29. března – Emmanuel de Grouchy, francouzský generál (* 23. října 1766)
- 15. dubna – Stefan Witwicki, polský básník a novinář (* 13. září 1801)
- 23. dubna – Erik Gustaf Geijer, švédský spisovatel, historik, filosof a skladatel (* 12. ledna 1783)
- 30. dubna – Karel Ludvík Rakousko-Těšínský, rakouský arcivévoda (* 5. září 1771)
- 4. května – Alexandre Vinet, švýcarský teolog a literární historik (* 17. června 1797)
- 14. května – Fanny Mendelssohnová, německá klavíristka, hudební skladatelka (* 14. listopadu 1805)
- 15. května – Daniel O'Connell, irský politický vůdce (* 6. srpna 1755)
- 30. května – Makarij Glucharev, ruský pravoslavný teolog (* 10. listopadu 1792)
- 11. června – John Franklin, anglický kapitán a polární objevitel (* 15. dubna 1786)
- 11. července – Georg Lankensperger, německý vynálezce (* 31. března 1779)
- 8. srpna – Samuel Linde, polský pedagog, jazykovědec a lexikograf (* 20. dubna 1771)
- 9. srpna – Frederick Marryat, anglický spisovatel (* 10. července 1792)
- 13. září – Charles Nicolas Oudinot, francouzský maršál (* 25. dubna 1767)
- 5. října – Fridrich Ferdinand Rakouský, rakouský arcivévoda a velitel rakouského námořnictva (* 14. května 1821)
- 27. října – Alexandre Deschapelles, francouzský šachista (* 7. března 1780)
- 4. listopadu – Felix Mendelssohn-Bartholdy, německý hudební skladatel (* 3. února 1809)
- 2. prosince – János László Pyrker, maďarský církevní hodnostář a básník (* 2. listopadu 1771)
- 17. prosince – Marie Luisa Habsbursko-Lotrinská, francouzská císařovna, manželka Napoleona Bonaparta (* 12. prosince 1791)
- 30. prosince – Sima Milutinović Sarajlija, srbský básník a spisovatel (* 3. října 1791)
- ? – Guillaume-Joseph Roques, francouzský malíř (* 4. srpna 1757)

## Hlavy států
- Francie – Ludvík Filip (1830–1848)
- Království obojí Sicílie – Ferdinand II. (1830–1859)
- Osmanská říše – Abdülmecid I. (1839–1861)
- Prusko – Fridrich Vilém IV. (1840–1861)
- Rakouské císařství – Ferdinand I. (1835–1848)
- Rusko – Mikuláš I. (1825–1855)
- Spojené království – Viktorie (1837–1901)
- Španělsko – Isabela II. (1833–1868)
- Švédsko – Oskar I. (1844–1859)
- USA – James K. Polk (1845–1849)
- Papež – Pius IX. (1846–1878)
- Japonsko – Kómei (1846–1867)
- Lombardsko-benátské království – Rainer Josef Habsbursko-Lotrinský